# Cornelis Antonius Bombach
Cornelis Antonius Bombach (C.A. Bombach Cz.) (Utrecht, 3 juni 1857 – Port Chester, 9 oktober 1917) was een Nederlands architect. Hij had voor het uitoefenen van dat beroep echter geen enkel diploma op zak.
Hij was zoon van winkelier Christiaan Bombach en Cecilia Elisabeth van der Wielen. Hij trouwde met Johanna Catharina Voous, met wie hij vermoedelijk één dochter kreeg. 
In wezen was hij makelaar. Maar doordat de stad in zijn tijd snel groeide en het beroep architect onbeschermd was, kon Bombach bijna ongeremd zijn gang gaan. Hij was eerst werkzaam in en om Utrecht en vestigde zich rond 1878 in Amsterdam. Hij ging werken voor aannemer W. Praalder, die hem in 1881 weer ontsloeg en iedereen aanraadde niet van Bombachs diensten gebruik te maken. Bombach ging niet bij de pakken neerzitten en liet op eigen kosten bouwen een tweetal woonhuizen aan de Kerkstraat. Hij maakte in die jaren ook deel uit van een makelaarsconsortium dat opdrachten in de wacht sleepte in Frascati Amsterdam. Destijds was de handelwijze als volgt, aankopen terrein, ontwerpen en bouwen en vervolgens verkopen en van de verkoopprijs nieuw terrein aankopen etc. Dat de aanbeveling van Praalder niet werkte blijkt uit het feit dat hij zich langzaam opwerkte van arme makelaar, aannemer tot rijk man. In 1890 bewoonde hij een huis aan de Plantage Middenlaan 78, een van de rijkere buurten. Zijn bouwstijl in die tijd was neorenaissance met rijke versieringen. Dat hij goed boerde blijkt voorts uit het feit dat hij voorkwam op de lijst van 1890 van mensen die de meeste belasting moesten betalen. Hij kon toen ook op eigen kosten een vroege versie van brug 131 laten bouwen. Of Bombach uiteindelijk zelf de ontwerpen maakte is niet duidelijk; hij had bijvoorbeeld een tijd lang ook architect Jacob van den Ban in dienst. Het ontwerp voor zijn eigen initiatief Hollandsche Schouwburg bleek een maatje ter groot; hij ging er door failliet. Hij kreeg het voorts aan de stok met de eigenaar van het door hem ontworpen Het Gouden Hoofd. Om het faillissement weg te werken stichtte hij twee broodfabrieken; daartoe vond hij ook een heteluchtoven uit. Hij kreeg daarvoor in Gent de gouden medaille en een erediploma. Schuldeisers bleven hem achtervolgen en Bombach verkoos het om te vluchten naar Transvaal, Engeland en zelfs de Verenigde Staten. Hij probeerde iedere keer de draad weer op te pakken, maar het lukte maar matig. Zo kwam hij in 1914 nog met een ontwerp van een apparaat om inslag van zeemijnen in schepen te voorkomen. 
Werken:
- Nieuwe Kerkstraat 112-116 (woon/winkelhuizen)
- Recht Boomsloot 14, stoomdiamantslijperij (rijksmonument)
- Hollandsche Schouwburg (na aanpassingen, rijksmonument)
- Nieuwendijk 55, al is de onderpui gemoderniseerd
- Rembrandtplein 27, Het Gouden Hoofd, L’Opera
- Henri Polaklaan 30-32